# هوارد غوتفريد
هوارد غوتفريد (بالإنجليزية: Howard Gottfried)‏ هو منتج أفلام أمريكي، ولد في 13 نوفمبر 1923 في نيويورك في الولايات المتحدة، وتوفي في 8 ديسمبر 2017 في لوس أنجلوس في الولايات المتحدة.

## وصلات خارجية
- هوارد غوتفريد على موقع IMDb (الإنجليزية)
- هوارد غوتفريد على موقع قاعدة بيانات برودواي على الإنترنت (الإنجليزية)
- هوارد غوتفريد على موقع قاعدة بيانات الفيلم (الإنجليزية)